# 대한민국 형사소송법 제150조의2
대한민국 형사소송법 제150조의2는 증인의 소환에 대한 형사소송법의 조문이다.

## 조문
제150조의2(증인의 소환) ① 법원은 소환장의 송달, 전화, 전자우편, 그 밖의 상당한 방법으로 증인을 소환한다.
②증인을 신청한 자는 증인이 출석하도록 합리적인 노력을 할 의무가 있다.[본조신설 2007.6.1.]

## 참고 문헌
- 손동권 신이철, 새로운 형사소송법(초판, 2013), 세창, 2013. ISBN 9788984114081

## 같이 보기
- 증인